# Konzertführer Berlin Brandenburg
Der Konzertführer Berlin Brandenburg (1920–1990 Führer durch die Konzertsäle Berlins) war ein Anzeigenblatt über Musikveranstaltungen in Berlin und Brandenburg von 1920 bis 2012.

## Geschichte
1920 gründete der Sänger Gotthard Schierse den Führer durch die Konzertsäle Berlins. Dieser enthielt Annoncen über bevorstehende Konzerte und weitere Musikveranstaltungen. Sie waren in einem Gesamtplan  nach Veranstaltungsort und Tag sortiert. Außerdem gab es einige kurze Berichte.
Das Blatt war für die Leser kostenlos und an verschiedenen öffentlichen Orten erhältlich.
Seit etwa 1940 hieß er Führer durch die Konzertsäle der Reichshauptstadt. 1943 wurde er eingestellt.
Seit 1946 gab es wieder einen Führer durch die Konzertsäle Berlins, weiter herausgegeben  durch Gotthard Schierse. Seit den 1950er Jahren enthielt er überwiegend Veranstaltungshinweise für West-Berlin. 1970 führte die Gotthard-Schierse-Stiftung die Herausgabe nach dem Tod des Gründers fort.
Seit 1991 hieß er Führer durch die Konzertsäle Berlins und des Landes Brandenburg, seit 2004 Konzertführer Berlin Brandenburg.
2012 erschienen die letzten gedruckten Ausgaben.
Alle Ausgaben sind digitalisiert.